# Remi Ghesquiere
Alphonse Remi Aloïse (Remi dan wel Remi Aloys) Ghesquiere (Geluwe, 9 december 1866 - Brugge, 10 augustus 1964) was een Vlaamse organist en componist.
Ghesquiere is geboren in 1866 op de hoeve "Ter Peperstraete" in het gehucht Ter Hand in Geluwe. Hij is zoon van landbouwer Victor Josephus Ghesquiere en Sophia Octavia Cardoen. 

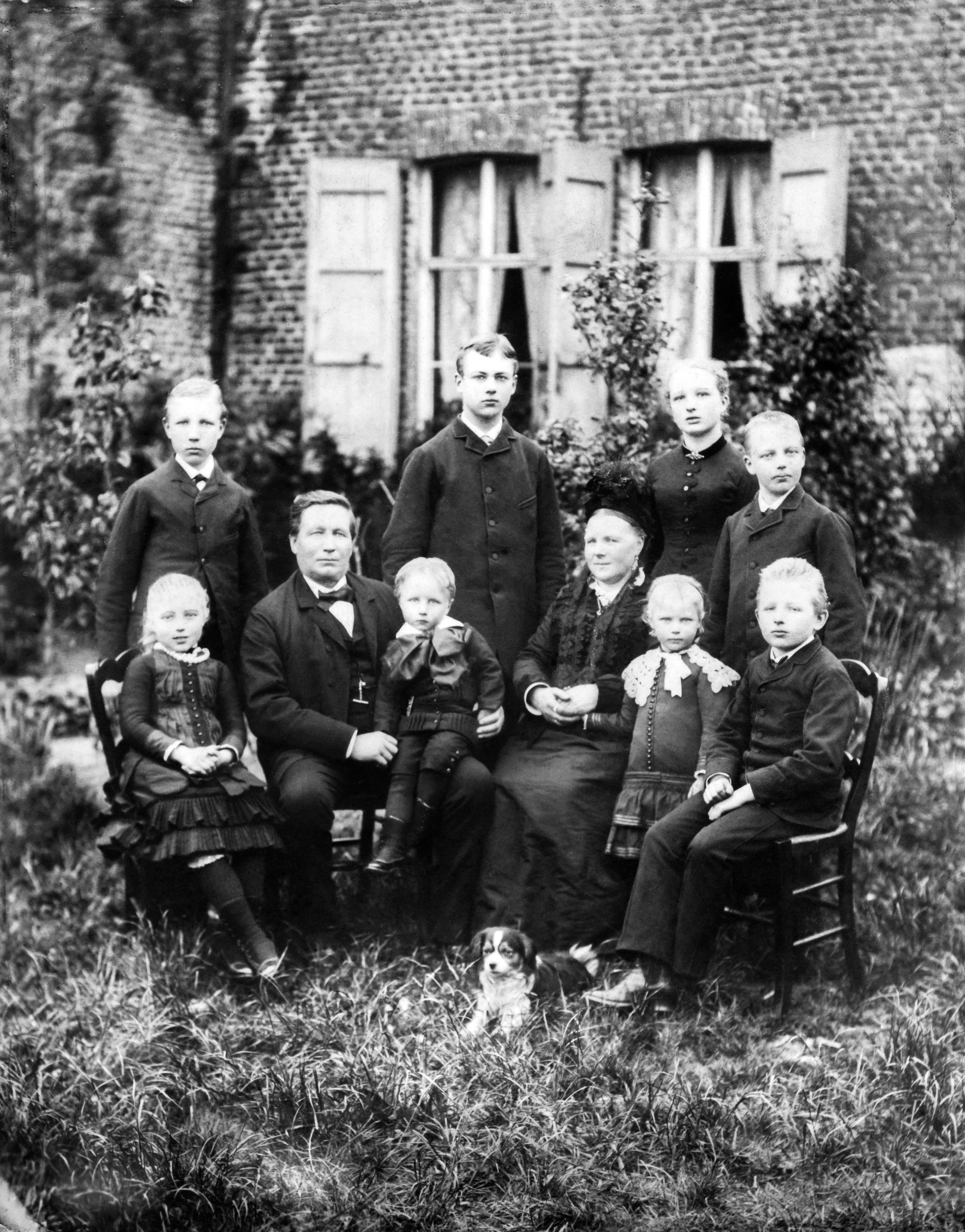
Victor Ghesquiere en Octavia Cardoen met hun kinderen,1884 te Geluwe. Achteraan in het midden staat Remi Ghesquiere.

Na enkele jaren middelbaar onderwijs in Menen, behaalde hij in 1884 het diploma van onderwijzer en koster-organist aan de normaalschool in Torhout, docent aldaar was Alfons Mervillie, een liefhebber van Bach-muziek. Hij werd organist van de Kortrijkse Onze-Lieve-Vrouwekerk waar Guido Gezelle kapelaan was. Die bracht hem in contact met de Vlaamse folklore en op diens aanraden verzamelde Ghesquiere oude Vlaamse volksliedjes, uitgegeven in 1905 en bekroond door de Koninklijke Vlaamsche Academie voor Taal- en Letterkunde (300 Spelen met zang verzameld in Vlaamsch Belgenland en voornamelijk in West-Vlaanderen). In Kortrijk was hij de medestichter van de Groeninghegilde.
Ghesquiere volgde ondertussen lessen aan het Gentse Conservatorium en behaalde in 1888 een eerste prijs orgel bij Jozef Tilborghs. Een jaar later werd hij muziekleraar aan de normaalschool in Torhout. In 1894 kwam hij terug naar Geluwe als koster-organist. Hij richtte er een Vlaamsche Zangersgilde en de Vlaamsch Bond op en begon er met een muziekschool. Tijdens de Eerste Wereldoorlog werd Geluwe ontruimd en Ghesquiere vluchtte met zijn gezin naar Halle. Daar werd hij kapelmeester en in 1917 organist van de bedevaartkerk (de latere Sint-Martinusbasiliek) tot 1945. In Halle stichtte hij de zang- en dansgroep De Zingende Meisjes van Halle.
Omwille van vermeende collaboratie werd hij tijdens de Tweede Wereldoorlog meermaals smalend vernoemd in de lokale sluikpers "De Hallenaar".
Remi Ghesquiere was zowel een vrome katholiek als een overtuigd flamingant. Hij was op de eerste plaats een getalenteerd musicus. Hij componeerde geestelijke liederen, kinder- en dansliederen en Vlaamse strijdliederen, Als componist liet hij de Vlaamse muziek voor en door het volk brengen en dirigeerde ook concerten.
Naast orgelmuziek en pianowerken schreef hij uitsluitend vocale muziek die kaderde in de (katholieke) Vlaamse Beweging en veelal een pedagogische, strijdende of religieuze dimensie had: liturgische werken, geestelijke liederen (op tekst van Gezelle, zoals O Maria die daar staat), koren, strijdliederen (het populaire De trommel slaat), gezongen kindertoneeltjes, cantates en zangspelen. Ghesquière had het talent om binnen een beperkte tessituur aansprekende melodieën te schrijven, ondersteund door een traditionele harmonie.
Hij publiceerde ook een vierdelige pianomethode. Zijn Vlaamse kinderspelen werden bekroond door de Koninklijke Vlaamse Academie.
Ghesquiere noteerde jarenlang in zijn dagboeken en brieven alle faits divers die in Geluwe plaatsvonden. Op basis hiervan kan men zich een duidelijk beeld vormen van het leven tijdens de Eerste Wereldoorlog, in zijn dorp dat net buiten de frontlinie lag. Hij schreef ook voor de Gazette van Kortrijk. Zijn teksten werden sterk beïnvloed door Gezelle, Hugo Verriest en Albrecht Rodenbach. Hij was een voorstander van het West-Vlaamse taalparticularisme en streefde naar meer Vlaamse zelfstandigheid.
De door hem gecomponeerde tekst over Geluwe staat op een plaat aan het cultureel centrum van Geluwe:
We zijn Geluwnaren, van taal en gemoed,
Te Geluw' sinds jaren, daar wonen wij goed!
Geen andere oorden, hoe rijk ook en schoon,
ons hert ooit bekoorden. Ons dorp spant de kroon.
Ghesquiere verhuisde in 1945 naar Brugge en woonde er bij zijn zoon, priester, tot aan zijn dood in 1964.
In 1966 werd een gedenkplaat onthuld aan zijn woning in Geluwe.

## Publicaties
- Godelieve van Gistel, drama in vier bedrijven, met gezang, 1921.
- In Vlaanderen Vlaamsch, z.j.
- Wat grootvader wist te vertellen over den beloken tijd, z.j.